# Você é um Perigo
"Você é um Perigo" é uma canção do cantora brasileira Priscilla Alcantara, gravada para seu sexto álbum de estúdio Você Aprendeu a Amar?. A canção foi lançada para download digital e streaming através da Sony Music Brasil como terceiro single do álbum em 22 de outubro de 2021.

## Lançamento e promoção
A divulgação do single começou com uma publicações de Priscilla nas redes sociais, em que ela anunciava o lançamento do seu novo álbum de estúdio depois da sua vitória na primeira temporada do The Masked Singer Brasil. "Você é um Perigo" foi lançada para download digital e streaming como o terceiro single do álbum em 22 de outubro de 2021.

## Apresentações ao vivo
Priscilla cantou "Você é um Perigo" pela primeira vez em 25 de outubro de 2021 no TVZ. Em 12 de novembro, Priscilla apresentou a canção no Altas Horas. Em 25 de dezembro, Priscilla apresentou a canção no Caldeirão com Mion. Em 31 de dezembro, Priscilla apresentou a canção no Encontro com Fátima Bernardes. Em 28 de abril de 2022, Priscilla apresentou a canção no TVZ. Em 18 de outubro, Priscilla performou a canção no Prêmio Multishow de Música Brasileira 2022.

## Faixas e formatos
| Download digital / streaming |                    |         |  |
| N.º                          | Título             | Duração |  |
| 1.                           | "Você é um Perigo" | 3:05    |  |

## Desempenho comercial
A faixa alcançando a posição #196 no Top 200 Brasil do Spotify.

### Tabelas semanais
| Tabela musical (2021) | Melhor posição |
| --------------------- | -------------- |
| Brasil (Top 200)      | 196            |

## Histórico de lançamento
| Região | Data                  | Formato(s)                 | Gravadora(s) | Ref.  |
| ------ | --------------------- | -------------------------- | ------------ | ----- |
| Várias | 22 de outubro de 2021 | Download digital streaming | Sony Music   | [ 3 ] |